# Condado de McKean
El condado de McKean (en inglés: McKean County) fundado en 1804 es uno de 67 condados en el estado estadounidense de Pensilvania. En el 2000 el condado tenía una población de 45,936 habitantes en una densidad poblacional de 18 personas por km². La sede del condado es Smethport.

## Geografía
Según la Oficina del Censo, el condado tiene un área total de 2549 km² (984,2 mi²), de la cual 2543 km² (981,9 mi²) es tierra y 8 km² (3,1 mi²) (0.26%) es agua.

### Condados
- Condado de Cattaraugus (Nueva York) (norte)
- Condado de Allegany (Nueva York) (noreste)
- Condado de Potter (este)
- Condado de Cameron (sureste)
- Condado de Elk (sur)
- Condado de Forest (sur)
- Condado de Warren (suroeste)

## Demografía
Según el censo de 2000, había 45,936 personas, 18,024 hogares y 12,094 familias residiendo en la localidad. La densidad de población era de 18 hab./km². Había 21,644 viviendas con una densidad media de 9 viviendas/km². El 96.46% de los habitantes eran blancos, el 1.87% afroamericanos, el 0.32% amerindios, el 0.30% asiáticos, el 0.02% isleños del Pacífico, el 0.40% de otras razas y el 0.67% pertenecía a dos o más razas. El 1.06% de la población eran hispanos o latinos de cualquier raza.

## Localidades

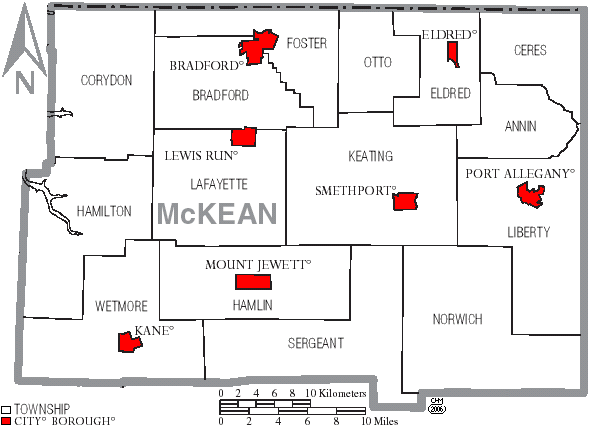
Localidades del condado de McKean.

### Ciudades
Bradford 

### Boroughs
Eldred |
Kane |
Lewis Run |
Mount Jewett |
Port Allegany |
Smethport 

### Municipios
Annin |
Bradford |
Ceres |
Corydon |
Eldred |
Foster |
Hamilton |
Hamlin |
Keating |
Lafayette |
Liberty |
Norwich |
Otto |
Sergeant |
Wetmore 

### Lugares designados por el censo
- Foster Brook

## Transporte

### Carreteras principales
- U.S. Route 6
- U.S. Route 219
- Ruta de Pensilvania 44
- Ruta de Pensilvania 46
- Ruta de Pensilvania 59
- Ruta de Pensilvania 146
- Ruta de Pensilvania 155
- Ruta de Pensilvania 321
- Ruta de Pensilvania 346
- Ruta de Pensilvania 446
- Ruta de Pensilvania 546
- Ruta de Pensilvania 646
- Ruta de Pensilvania 770